# San Martín de Porres (Santiago)
San Martín de Porres ist ein Corregimiento des Bezirks Santiago in der Provinz Veraguas in Panama. Bei der Volkszählung im Jahr 2023 hatte es 16.156 Einwohner. Das Corregimiento erstreckt sich über eine Fläche von 5,3 km².
Das Corregimiento wurde durch Gesetz Nr. 53 vom 22. November 2002 geschaffen.

## Bevölkerung
Die folgende Tabelle zeigt die Bevölkerung des Corregimientos San Martín de Porres, wie es in den Volkszählungen 2010 und 2023 erfasst wurde.
| Jahr         | 2010   | 2023   |
| ------------ | ------ | ------ |
| Einwohner    | 16.406 | 16.156 |
| davon Männer | 7932   | 7745   |
| davon Frauen | 8474   | 8411   |

## Orte
Im Corregimiento San Martín de Porres befinden sich folgende Orte:
- Barriada San Martín de Porres
- Punta Delgadita